# Convento do Carmo (São Paulo)
El Convento del Carmelo (en portugués: Convento do Carmo) es un convento carmelita ubicado en la ciudad de São Paulo, Brasil.

## Historia
En 1591, fray Antônio de São Paulo solicitó licencia a la Cámara Municipal de São Paulo para fundar un convento carmelita. Sin embargo, se encontró con diversas dificultades, por lo que no fue hasta 1594 que su intención se hizo realidad. El convento fue construido en los terrenos que pertenecían a la sesmaria de Jurubatuba, propiedad del convento de Santos, en la antigua ladeira do Carmo, actual Avenida Rangel Pestana. En 1766, el antiguo edificio fue demolido y se construyó un nuevo convento y una nueva iglesia.
El convento fue expropiado por el gobierno del Estado de São Paulo. El 15 de abril de 1928, la imagen de Nuestra Señora del Carmen fue llevada en procesión a la nueva capilla situada en la Rua Martiniano de Carvalho. El 26 de abril del mismo año, los sacerdotes se trasladaron a una residencia en el 159 de la Avenida Brigadeiro Luís Antônio.
El nuevo edificio se terminó rápidamente. El 2 de marzo de 1929, el futuro salón de actos estaba listo y fue bendecido como iglesia provisional. El 13 de enero de 1930, los sacerdotes carmelitas se trasladaron a un ala ya preparada del nuevo convento. El 17 de febrero del mismo año se inauguró la nueva escuela y, el 1 de abril de 1934, la majestuosa nueva iglesia fue solemnemente bendecida por el arzobispo, Duarte Leopoldo e Silva.
En mayo de 1940, se creó la Parroquia del Carmen en Liberdade con Fray Batista Blenke como su primer párroco. El 10 de diciembre de 1949, la iglesia fue consagrada por el obispo carmelita Eliseu van de Weijer y, por la Breve del 13 de mayo de 1950, el Papa Pío XII elevó la iglesia a la dignidad de basílica menor, con motivo de las celebraciones del VII Centenario del Santo Escapulario.